# Molguloides crenatum
Molguloides crenatum är en sjöpungsart som beskrevs av Monniot 1974. Molguloides crenatum ingår i släktet Molguloides och familjen kulsjöpungar. Inga underarter finns listade i Catalogue of Life.